# アドミラルフットウェア
アドミラルフットウェアは、日本の豊田通商がブランドとして展開しているスポーツ用品メーカー。会社のロゴタイプは最下部が太い4本線に丸の海軍提督(admiral)の袖章を題材に作られたものである。
イギリスのスポーツ用品メーカーであるアドミラル・スポーツウェア（Admiral Sportswear）と契約しており、そちらはヨーロッパを中心に展開している。アビスパ福岡に提供されていた1995年のユニフォームもアドミラルのものである。
アドミラル・スポーツウェアは1914年、第1次世界大戦時代イギリス海軍の制服製造・提供会社としてイギリス中部に位置する都市レスターにて設立された。過去には、イングランド代表にもユニフォームを提供していた。

## 日本
- 1980年代に少年時代を過ごした元サッカー少年には、キャプテン翼の若林源三が着用していたキャップのメーカーとして認識されている。
- 2022年シーズンより、Jリーグジュビロ磐田とオフィシャルサプライヤー契約を締結した事を発表した。
- 2025年シーズンより、Jリーグロアッソ熊本とエキップメントパートナー契約を締結した事を発表した。